# 亞伯拉罕·巴克
亞伯拉罕·巴克（法語：Abraham Back，1878年7月23日—1949年7月3日）出生於羅馬尼亞布加勒斯特的已故猶太教拉比。

## 生平
1897年他時年21歲的時候，從布加勒斯特移居到法國巴黎，並進入法國猶太神學院學習猶太教的核心知識及拉比訓練，四年後順利畢業取得拉比資格。11年後他以教授資格，回到法國猶太神學院講學，負責猶太學堂和塔木德兩個科目，2014年取得法國的國籍。
1914年他也參與世界猶太聯盟的事務，成為當中的東方學教授，以及世界猶太聯盟的猶太典籍圖書館員，